# Phytomyza mylini
Phytomyza mylini är en tvåvingeart som beskrevs av Erich Martin Hering 1957. Phytomyza mylini ingår i släktet Phytomyza och familjen minerarflugor.
Artens utbredningsområde är Tyskland. Arten har ej påträffats i Sverige. Inga underarter finns listade i Catalogue of Life.